# 316-os busz
A 316-os busz a budapesti agglomeráció és a Nógrád vármegyei Balassagyarmati járás déli része között közlekedő járat. Újpest-Városkapu állomásról indulva az Újpesti lakótelep, Rákospalota Öregfalu városrésze, Fót óvárosa, Csomád, Őrbottyán ófalu, Vácbottyán, Váckisújfalu, Galgamácsa, Galgagyörk, Püspökhatvan, Acsa és Galgaguta községeken át közlekedik Bercelig és egy-két esetben Nógrádkövesdig. Becskéről vasárnaponként délután indul egy közvetlen járat Budapestre, mely Csomád belterületét is érinti. A járatok elsődleges feladata Budapest és dél-közép Nógrád vármegye között közvetlen eljutási lehetőséget biztosítani és főképp a munkás-diák forgalom lebonyolítása Nógrád vármegyéből a Váci, a Veresegyházi és a Dunakeszi járásba, ill. Budapestre. A vasárnap Becskéről induló egyetlen járat a Budapesten tanuló és kollégiumban lakó diákoknak kedvez a legjobban, ezért csak iskolai időszakban közlekedik. Naponta reggel egy járat közlekedik Nógrádkövesd, vasútállomás megállótól, míg este csak az egyik járat közlekedik idáig, a többi mind csak Bercelig. Az indított járatok közül irányonként 2-3 járat tér be Galgamácsán a gyógyszertár és a vasútállomás, Acsán pedig a vasúti átjáró és az autóbusz-forduló közötti szakaszra. A járat azon kevés agglomerációs viszonylathoz tartozik, mely útvonalán négy különböző vasúti vonalat is érint átszállási lehetőséggel.
A járat a Budapest Bérlettel a Budapest Bérlet szakasz-határig vehető igénybe.
2009. június 16-án bevezették az északkeleti budapesti agglomerációs forgalmi térségben is az egységes járatszámozásos rendszert. Így a járat számát a korábbi 2016-osról 316-osra változtatták.

## Megállóhelyei
| 0                             | Budapest, Újpest-Városkapu (XIII. kerület) végállomás | 48 | 104, 104A, 121, 122E, 196, 196A, 204 300, 302, 303, 305, 308, 309, 310, 312, 313, 314, 315, 318, 319, 320, 321, 872, 880, 882, 883, 884, 889, 890, 893 1010, 1011, 1013, 1014 S72 Z72 S76 |
| 1                             | Budapest, Újpest-Központ                              | 47 | 12, 14 25, 30, 30A, 104, 104A, 120, 147, 170, 196, 196A, 204, 220, 230, 270 308, 309, 310, 313, 314, 315, 317, 318, 319, 320, 321                                                         |
| 2                             | Budapest, Árpád Kórház                                | 46 | 25, 104, 104A, 170, 196, 196A, 204, 270 308, 309, 310, 313, 314, 315, 317, 318, 319, 320, 321                                                                                             |
| 3                             | Budapest, Széchenyi tér                               | 45 | 104, 104A, 125, 170, 204, 231, 231B 308, 309, 310, 313, 314, 315, 317, 318, 319, 320, 321                                                                                                 |
| 4                             | Budapest, Juhos utca                                  | 44 | 5, 104, 104A, 204, 231, 231B 308, 309, 310, 313, 314, 315, 317, 318, 319, 320, 321 |
| Budapest közigazgatási határa |                                                       |    | |
| 5                             | Fót, Auchan-elágazás (Sikátorpuszta)                  | 43 | 308, 309, 310, 313, 314, 315, 317, 318, 319, 320, 321 |
| 6                             | Fót, Munkácsy Mihály utca                             | 42 | 308, 309, 310, 313, 314, 315, 318, 319, 320, 321 |
| 7                             | Fót, Gyermekváros (Benzinkút)                         | 41 | 308, 309, 310, 313, 314, 315, 317, 318, 319, 320, 324, 325, 326, 371 |
| 8                             | Fót, Kossuth út                                       | 40 | 308, 309, 310, 313, 314, 315, 318, 319, 324, 325, 326, 371 |
| 9                             | Fót, Dózsa György út                                  | 39 | 308, 309, 310, 313, 314, 315, 318, 319, 326 |
| 10                            | Csomád, Ősz utca                                      | 38 | 313, 314, 315, 318, 319 |
| 11                            | Csomád, Verebeshegy utca                              | 37 | 313, 314, 315, 318, 319 |
| 12                            | Csomád, József Attila utca                            | 36 | 313, 314, 315, 394 |
| 13                            | Csomád, Táncsics utca                                 | 35 | 313, 314, 315, 394 |
| 14                            | Őrbottyán, Kvassay telep                              | 34 | 313, 314, 315 |
| 15                            | Őrbottyán, Református Gyermekotthon                   | 33 | 313, 314, 315 |
| 16                            | Őrbottyán, csomádi elágazás                           | 32 | 313, 314, 315 |
| 17                            | Őrbottyán, Rendőrőrs                                  | 31 | 315, 342, 394, 398, 399, 452, 454 |
| 18                            | Őrbottyán, posta                                      | 30 | 315, 342, 394, 398, 399, 452, 454 |
| 19                            | Őrbottyán, vasútállomás bejárati út                   | 29 | 315, 342, 394, 398, 399, 452, 454 |
| 20                            | Őrbottyán, Hajós Alfréd utca                          | 28 | 315, 342, 394, 398, 399, 452, 454 |
| 21                            | Őrbottyán, Béke utca                                  | 27 | 315, 342, 394, 398, 399, 452, 454 |
| 22                            | Őrbottyán, Rákóczi Ferenc utca autóbusz-forduló       | 26 | 315, 342, 394, 398, 399, 452, 454 |
| 23                            | Váckisújfalu, vasúti megállóhely                      | 25 | 342, 347, 348, 394, 454 |
| 24                            | Váckisújfalu, Petőfi utca                             | 24 | 342, 347, 348, 394, 454 |
| 25                            | Galgamácsa, gyógyszertár                              | 23 | 318, 342, 347, 348, 394, 453, 460 |
| 26                            | Galgamácsa, művelődési ház                            | 22 | 318, 342, 347, 348, 394, 453, 453, 460 |
| 27                            | Galgamácsa, vasútállomás                              | 21 | 318, 342, 347, 348, 394, 453, 453, 460 S780 |
| 28                            | Galgamácsa, művelődési ház                            | 20 | 318, 342, 347, 348, 394, 453, 453, 460 |
| 29                            | Galgamácsa, gyógyszertár                              | 19 | 318, 342, 347, 348, 394, 453, 460 |
| 30                            | Galgamácsa, fatelep                                   | 18 | 318, 342, 394, 453 |
| 31                            | Galgamácsa, magtár                                    | 17 | 318, 342, 347, 348, 394, 453 |
| 32                            | Galgagyörk, Dózsa György utca 1.                      | 16 | 338, 394, 460 S780 |
| 33                            | Galgagyörk, Falujáró utca 40.                         | 15 | 338, 394, 460 |
| 34                            | Püspökhatvan, községháza                              | 14 | 338, 394, 460 S780 |
| 35                            | Püspökhatvan, szeszfőzde                              | 13 | 338, 394, 460 |
| 36                            | Acsa, vasúti átjáró                                   | 12 | 338, 460 |
| 37                            | Acsa, Kossuth út 52.                                  | 11 | 338 |
| 38                            | Acsa, községháza                                      | 10 | 338 |
| 39                            | Acsa, autóbusz-forduló                                | 9  | 338 |
| 40                            | Acsa, községháza                                      | 8  | 338 |
| 41                            | Acsa, Kossuth út 52.                                  | 7  | 338 |
| 42                            | Acsa, vasúti átjáró                                   | 6  | 338, 460 |
| 43                            | Acsa-Erdőkürt vasútállomás                            | 5  | 338, 460 S780 |
| 44                            | Galgaguta, emlékpark                                  | 4  | 334, 335, 460 S780 |
| 45                            | Bercel, FHP Motor gyár                                | ∫  | 335 |
| 46                            | Bercel, vanyarci elágazás                             | ∫  | 335 |
| 47                            | Bercel, kisáruház                                     | ∫  | 335 |
| 48                            | Bercel, sportpálya                                    | ∫  | |
| 49                            | Szandai kőbánya elágazás                              | ∫  | |
| 50                            | Becske, nógrádkövesdi elágazás                        | ∫  | 460 |
| 51                            | Becske, vasúti megállóhely bejárati út                | ∫  | 460 |
| ∫                             | Galgaguta, berceli elágazás                           | 3  | 460 |
| ∫                             | Galgaguta, Kossuth utca 116.                          | 2  | 460 |
| ∫                             | Nógrádkövesd, iskola                                  | 1  | 460 |
| 52                            | Nógrádkövesd, vasútállomás végállomás                 | 0  | 460 S780 |